# Marheanizm
Marheanizm (indonez. Marhaenisme) – ideologia polityczna wywodząca się z myśli i działalności pierwszego prezydenta Republiki Indonezji – Sukarno. W opinii części badaczy, marheanizm ze względu na swój antykapitalistyczny oraz antyimperialistyczny charakter może być zaliczony do szerszego grona idei socjalistycznych.

## Historia
Nazwa ideologii wywodzi się od imienia jednego z chłopów (Marhaen) pracujących na polach ryżowych, którego Sukarno poznał w latach 20. XX wieku we wsi Tjigereleng w zachodniej części Jawy. Jak podawał sam Sukarno, dzięki rozmowie z przedstawicielem indonezyjskiego ludu pracującego, dostrzegł on zasadnicze różnice pomiędzy proletariatem opisywanym przez marksistów a Indonezyjczykami. Jedną z głównych różnic było posiadanie środków produkcji. W przypadku przedstawicieli proletariatu, fakt ten powoduje niemożność produkcji i osiągania zysków na swój własny rachunek, uzależniając zarazem proletariuszy od przedstawicieli burżuazji. Duża część Indonezyjczyków z kolei, pomimo fiskalnego i prawnego podporządkowania holenderskim kolonizatorom, posiadała własne pola uprawne, domy oraz środki produkcji dziedziczone z pokolenia na pokolenie. Różnice te w opinii Sukarno kreowały sytuację, w której przełożenie zachodnich, marksistowskich wzorców byłoby niemożliwe ze względu na inną specyfikę kulturowo-ekonomiczną indonezyjskiego ludu pracującego.

## Założenia
Jedną z podstawowych tez wysuwanych przez Sukarno była konieczność łączenia idei narodowowyzwoleńczej z marksowską wizją historii, rozumianej jako permanentnej walki klasy uciskanej z uciskającą. W takiej wizji rzeczywistości zdecydowana większość mieszkańców Indonezji jako Marhaeanie przez wieki uczestniczyła w historycznym systemie ucisku klasowego, począwszy od systemu feudalnego, skończywszy na holenderskim systemie kolonialnym. Walka narodowowyzwoleńcza przybierała więc formę rewolucji, która miała obalić kolonialny porządek i ustanowić socjalistyczną republikę.
Marheanizm odrzucał kapitalistyczny model państwa jako sprzeczny z ideami równości i demokracji. Sukarno odrzucał liberalizm oraz indywidualizm. Postulowany w marheanizmie kolektywizm, różnił się jednak znacząco od postulatów Marksa dotyczących uspołecznienia środków produkcji. Celem rewolucji narodowej nie było zrównanie praw bogatej ludności holenderskiej z prawami rdzennych mieszkańców, a uzyskanie pełnej kontroli nad ziemią i środkami produkcji przez Indonezyjczyków.
Wraz z uzyskaniem niepodległości przez Indonezję Sukarno odszedł od idei marheanizmu na rzecz koncepcji Pancasila.